# Ljubavi žedna
Ljubavi žedna je 17. album pjevačice Nede Ukraden izdan za srpsko tržište 1996. godine u Produkciji gramofonskih ploča RTS. Album se pojavio se u dva izdanja (kao kazeta i kao CD).

## Popis pjesma na kazeti

### A strana:
- A1. Bilo gde (3:47)

Aranžman - Dejan Abadić;
Glazba i tekst - Dragan Brajović
- A2. Prsten (3:51)

Tekst - Spomenka Kovač; 
Glazba i aranžman - Kristina Kovač
- A3. Noći severne (3:01)

Aranžman - Đizo, Maro;
Tekst - Marina Tucaković, Z. Jovović;
Glazba - Knez
- A4. Ljubavi žedna (3:37)

Aranžman - S. Marković; 
Tekst - Marina Tucaković; 
Glazba - Aleksandar Milić
- A5. Samo je nebo iznad nas (duet Željko Samardžić) (4:14)

Aranžman - Mato Došen, S. Marković;
Tekst - Zrinko Tutić;
Glazba - Đorđe Novković

### B strana:
- B1. Dalje moram bez tebe (3:43)

Aranžman - Kobac, Kon;
Glazba i tekst - Dejan Jovanović
- B2. Pruga (2:54)

Aranžman - A. Milić, Đorđe Janković; 
Tekst - Marina Tucaković; 
Glazba - Aleksandar Milić
- B3. Nostalgija (3:51)

Aranžman - Kristina Kovač; 
Tekst - Spomenka Kovač; 
Glazba - Aleksandra Kovač
- B4. Noćas dijelim tvoj bol (4:03)

Aranžman - S. Marković;
Tekst i glazba - Ž. Subotić
- B5. Nedelja je, majko (3:24)

Aranžman - Dejan Abadić; 
Tekst - Vesna Petković; 
Glazba - Branislav Kovačević

## Popis pjesama na CD-u
1. Bilo gde (3:47)
2. Prsten (3:51)
3. Noći severne (3:01)
4. Ljubavi žedna (3:37)
5. Samo je nebo iznad nas (4:14)
6. Dalje moram bez tebe (3:43)
7. Pruga (2:54)
8. Nostalgija (3:51)
9. Noćas dijelim tvoj bol (4:03)
10. Nedelja je, majko (3:24)
11. Sarajevo, gdje je moja raja (3:11)

## O albumu
Album "Ljubavi žedna", izdan 1996. godine je bio potpuno pop orijentiran. Neda je surađivala sa srpskim kompozitorima Draganom Brajovićem i Dejanom Abadićem, ali se kao autori pojavljuju i Knez, Aleksandra i Spomenka Kovač, Marina Tucaković, Aleksandar Milić, Branislav Kovačević, Kobac i Kon. Album nije bio previše komercijalan, ali je bio jako kvalitetan, za to vrijeme. Vodeće pjesme bile su "Prsten" i "Nostalgija", zatim "Ljubavi žedna" i "Noćas dijelim tvoj bol". Kao kuriozitet, pojavljuje se obrada pjesme iz 1985. godine – "Samo je nebo iznad nas", koju Neda, umjesto s Matom Došenom, pjeva sa svojim mostarskim kolegom – Željkom Samardžićem.

## Vanjske poveznice
- Album "Ljubavi žedna" na www.discogs.com